# Benimuslem (kommunhuvudort)
Benimuslem är en kommunhuvudort i Spanien.   Den ligger i provinsen Província de València och regionen Valencia, i den östra delen av landet, 300 km sydost om huvudstaden Madrid. Benimuslem ligger 25 meter över havet och antalet invånare är 583.
Terrängen runt Benimuslem är platt åt nordväst, men åt sydost är den kuperad. Runt Benimuslem är det ganska tätbefolkat, med 239 invånare per kvadratkilometer. Närmaste större samhälle är Alzira, 5,5 km öster om Benimuslem. Trakten runt Benimuslem består till största delen av jordbruksmark.